# استیو جیمز (هنرپیشه)
استیو جیمز (انگلیسی: Steve James; ۱۹ فوریهٔ ۱۹۵۲ – ۱۸ دسامبر ۱۹۹۳) یک هنرپیشه اهل ایالات متحده آمریکا بود.
او در فیلم برای زندگی و مرگ بازی کرده‌است.